# Śmiłów (gromada)
Śmiłów (od 31 XII 1961 Szydłowiec) – dawna gromada, czyli najmniejsza jednostka podziału terytorialnego Polskiej Rzeczypospolitej Ludowej w latach 1954–1972.
Gromady, z gromadzkimi radami narodowymi (GRN) jako organami władzy najniższego stopnia na wsi, funkcjonowały od reformy reorganizującej administrację wiejską przeprowadzonej jesienią 1954 do momentu ich zniesienia z dniem 1 stycznia 1973, tym samym wypierając organizację gminną w latach 1954–1972.
Gromadę Śmiłów siedzibą GRN w Śmiłowie utworzono – jako jedną z 8759 gromad na obszarze Polski – w powiecie radomskim w woj. kieleckim, na mocy uchwały nr 13i/54 WRN w Kielcach z dnia 29 września 1954. W skład jednostki weszły obszary dotychczasowych gromad Śmiłów i Orłów ze zniesionej gminy Rogów oraz Szydłówek ze zniesionej gminy Szydłowiec w tymże powiecie.
1 października 1954 gromada weszła w skład nowo utworzonego powiatu szydłowieckiego w tymże województwie, gdzie ustalono dla niej 12 członków gromadzkiej rady narodowej.
1 stycznia 1959 do gromady Śmiłów przyłączono obszar zniesionej gromady Barak, przenosząc równocześnie siedzibę GRN Śmiłów do miasta Szydłowiec.
31 grudnia 1959 do gromady Śmiłów przyłączono wieś Świerczek i kolonię Świerczek ze zniesionej gromady Zdziechów.
Gromadę zniesiono 31 grudnia 1961 przez przemianowanie jednostki na gromada Szydłowiec.